# 우르줄라 하페르베크
우르줄라 헤트비히 메타 하페르베크베첼(독일어: Ursula Hedwig Meta Haverbeck-Wetzel , 1928년 11월 8일~2024년 11월 20일)은 독일의 언론인이자 운동가이다. 2004년 그녀는 독일에서 형사 범죄인 홀로코스트 부인으로 인해 소송의 대상이 되었고 유죄 판결을 받았다.
우르줄라의 남편은 베르너 게오르크 하페르베크로, 그는 나치 시대에 일시적으로 나치당의 국가지도자, 1933년 독일 제국국토연맹의 설립자이자 감독, 작가, 출판사, 민속학자, 기독교 공동체의 목사였다. 1982년부터 생태민주당의 과학 고문으로 활동했다.
2015년 11월, 87세의 나이로 그녀는 홀로코스트 부인으로 10개월의 징역형을 선고받았다. 2016년 가을의 몇 가지 추가 유죄 판결은 그러한 형량을 더 늘렸다. 2018년 5월 7일, 우르줄라는 독일 경찰에 의해 자택에서 체포되어 징역 2년을 선고받았다. 2020년 말 빌레펠트 교도소에서 풀려난 그녀는 빠르게 다시 기소되었고 2022년 3월에 새로운 재판을 받을 예정이었다.